# 파울로 완초페
파울로 세사르 완초페 와트손(스페인어: Paulo César Wanchope Watson, 1976년 7월 31일 ~ )은 코스타리카의 전직 축구 선수로 선수 시절 코스타리카 대표팀 소속으로 국제 A매치 73경기 45골을 터뜨리며 롤란도 폰세카에 이어 팀내 A매치 최다 득점자이다.

## 선수 경력
완초페는 1997년 코스타리카의 에레디아노 (Herediano)에서 잉글랜드 프리미어리그의 더비 카운티로 이적하였다. 그는 데뷔전인 맨체스터 유나이티드와 경기에서 골을 기록하는 등 인상적인 활약을 하였고, 1999년 웨스트 햄 유나이티드로 이적하였다. 그 후 맨체스터 시티에서도 활약하였으나, 2004년 50만 파운드의 이적료로 스페인 프리메라리가의 말라가로 이적하였다. 2007년 시즌에 잠시 일본 J리그의 FC 도쿄로 이적하여 화제가 되기도 하였다. 이후, 미국 메이저 리그 사커의 시카고 파이어에도 잠시 이적을 했다가 결국 2007년 말에 은퇴 선언을 하였다.
그는 코스타리카의 주전 공격수로서, 코스타리카를 2002년 FIFA 월드컵과 2006년 FIFA 월드컵 본선으로 이끌었으며, 2002년 FIFA 월드컵 브라질과의 최종전에서 1골, 2006년 FIFA 월드컵 독일과의 개막전에서 2골을 기록했다.
특히 2002년 FIFA 월드컵 터키와의 2차전에서는 무득점에도 공식 맨 오브 더 매치에 선정되기도 했다.

## 지도자 경력
2014년 FIFA 월드컵에서는 대표팀의 호르헤 루이스 핀투 감독을 보좌하여 대표팀이 사상 최초로 월드컵 8강이라는 성적을 받는 데 공헌하였고, 호르헤 루이스 핀투 감독이 계약이 만료되어 물러나자 감독 대행이 되었으며, 감독 대행직 승격 이후 2014년 10월 11일 오만과의 친선경기에서 난타전 끝에 4-3으로 승리를 거두며 좋은 출발을 하였고, 2014년 10월 14일 서울월드컵경기장에서 벌어진 친선경기에서는 울리 슈틸리케 감독이 이끄는 대한민국을 상대로 3-1 승리를 거두었다.
2015년 2월 2일 코스타리카 축구 국가대표팀 정식 감독으로 승격되었다.

## 경력

### 선수
- 1998년 CONCACAF 골드컵 국가대표
- 2000년 CONCACAF 골드컵 국가대표
- 2001년 코파 아메리카 국가대표
- 2002년 CONCACAF 골드컵 국가대표
- 2002년 FIFA 월드컵 국가대표
- 2003년 CONCACAF 골드컵 국가대표
- 2006년 FIFA 월드컵 국가대표

### 지도자
- 2014년 FIFA 월드컵 대표팀 수석 코치
- 2014년 9월 ~ 2015년 2월 대표팀 감독 대행
- 2015년 2월 ~ 대표팀 정식 감독

## 수상
코스타리카
- 2002년 CONCACAF 골드컵 준우승
- 2003년 CONCACAF 골드컵 4위

개인
- 1998년 CONCACAF 골드컵 득점왕
- 2002년 FIFA 월드컵 조별리그 맨 오브 더 매치 (vs 터키)